# Грубая огранка
«Грубая огранка» (англ. Rough Cut) — фильм режиссёра Дона Сигела. Фильм также известен под названиями «Многогранный вариант» и «Крутой поворот».

## Сюжет
Фильм о ворах и мошенниках. Джек (Рейнолдс) — вор мирового класса, специализирующийся на эксклюзивных драгоценностях. Он влюбляется в красотку Джиллиан (Даун), подставленную ему Скотленд-Ярдом для его поимки. Цель — бриллианты грубой огранки на сумму 30 миллионов долларов.

## В ролях
- Берт Рейнолдс — Джек
- Лесли-Энн Даун — Джиллиан
- Дэвид Найвен  — главный инспектор Сирил Уиллис
- Тимоти Уэст  — Найджел Лоутон
- Патрик Мэги — Эрнст Мюллер
- Эл Мэттьюс — Фергюсон
- Джосс Экленд — инспектор Вандервельд
- Роланд Калвер — мистер Ллойд Палмер
- Сьюзан Литтлер — Шейла
- Изабель Дин — миссис Уиллис
- Вольф Калер — Де Гойер
- Эндрю Рэй — Пилброу
- Джулиан Холлоуэй — Ронни Тейлор
- Дуглас Уилмер — Максвелл Леви
- Джеффри Рассел — Тобин
- Рональд Хайнс — капитан Смолл
- Дэвид Хоуи — первый офицер Палмер
- Фрэнк Миллс — паспортный клерк
- Алан Уэбб — сэр Сэмюэль Сакс
- Кассандра Харрис — миссис Ллойд Палмер
- Сью Ллойд — гостья
- Рон Пембер — таксист
- Сирил Эпплтон — полицейский водитель

## Дополнительные факты
- Съёмки велись в Великобритании и Голландии
- Во время съёмок пришлось сменить четырёх режиссёров